# Путепровод (остановочный пункт)
Путепровод — платформа Красноярской железной дороги в городе Красноярске. расположена на трёхпутном участке Транссибирской магистрали, рядом с улицей Мечникова.
Имеет две платформы: боковую и островную. Боковая расположена с северной стороны путей, имеет бетонный навес с билетной кассой. С южной стороны островной платформы проходит третий путь, который начинается с кабельной фабрики.
Восточнее платформы Путепровод пути проходят по мосту над улицей Свободный проспект.